# Avion od papira
Avion od papira ili Papirnati avion je igračka u obliku aviona, napravljena od papira ili odgovarajućeg materijala, koji zahvaljujući svojim aerodinamičnim svojstvima može na vrlo kratke udaljenosti letjeti kao jedrilica. Vještina izrade papirnatih zrakoplova se ponekad naziva aerogami (japanski: kamihikōki), prema origamiju, japanskoj vještini izrade raznih predmeta od papira.
Model "Sky King" je trenutno najbolji avion od papira na svijetu. Autor dizajna je Takuo Toda i s ovim papirnatim avionom drži trenutni svjetski rekord - avion je letio rekordnih 27.9 sekundi

## Vanjske poveznice
- kako napraviti avion od papira...  Arhivirana inačica izvorne stranice od 1. prosinca 2013. (Wayback Machine)
- kako napraviti...